# Силовик
В политиката на Русия, силовѝк (на руски: силовик) е политик, който се е включил в политиката след кариера във войската, полицията, службите за сигурност или други подобни служби (КГБ, ГРУ, ФСБ, СВР). Терминът произлиза от служебния израз „силови структури“, който в Русия се отнася за полицията, армията и службите за сигурност.

## Описание
Силовиките обикновено насърчават възгледите да се разглеждат като без идеология и с прагматичен фокус върху закона и реда, които да изпълняват руските национални интереси. Като цяло те са добре образовани и донасят със себе си търговски опит към държавните позиции. Силовиките не образуват сплотена група, нямат един-единствен ръководител и нямат общ дневен ред. Според някои автори, те целят повторното създаване на мощна руска държава и се ползват с етика и умения, които Владимир Путин одобрява, в администрацията.

## Примери
Високопоставени силовики, служещи под президентството на Путин, включват: Сергей Иванов, Виктор Иванов, Сергей Шойгу, Игор Сечин, Александър Бортников, Николай Патрушев, които имат близки връзки с Путин и служат на ключови позиции в правителствата му. Въпреки това, е трудно да се прецени дали общата им предходна кариера се превръща в общи политически предпочитания.
След протестите в Русия през 2011 г., руският президент Дмитрий Медведев обещава политическа реформа, но въпреки това назначава няколко силовики на високи позиции в правителството: Сергей Иванов за началник на щаба на президентската администрация, Дмитрий Рогозин за вицепремиер и Вячеслав Володин за заместник-началник на щаба.